# Gewone renspin
De gewone renspin (Philodromus cespitum) is een spin uit de familie renspinnen (Philodromidae). 
Het vrouwtje wordt 5 tot 6 mm groot, het mannetjes wordt 4 mm. De spin leeft op struiken en bomen in het Holarctisch gebied.